# Ballade van de gehangenen

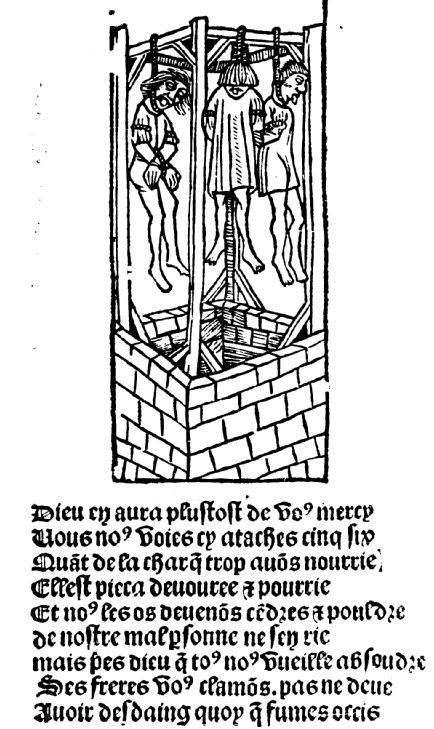
Begin van het gedicht met een 15e-eeuwse houtsnede

Ballade van de gehangenen (Frans: Ballade des pendus) is een van de bekendste gedichten van François Villon en van de Middelfranse literatuur. Vaak wordt aangenomen dat hij het eind 1462 of begin 1463 schreef terwijl hij in de gevangenis wachtte op zijn terechtstelling, maar dat staat niet vast.

## Context
Tijdens zijn zwervende bestaan kwam Villon herhaaldelijk in aanraking met het gerecht. Zeker twee keer belandde hij in de gevangenis, onder meer voor het doden van een priester, maar telkens kwam hij vrij. Na een knokpartij in een Parijse straat kreeg hij geen genade meer: in november 1462 werd hij opgesloten in Le Châtelet en tot de strop veroordeeld. De straf werd omgezet in tien jaar ballingschap. Daarmee werd Villon het prototype van de poète maudit.

## Analyse
Dankzij de algemeen menselijke inhoud is de Ballade van de gehangenen een van de meest moderne en herkenbare gedichten van Villon. Het uitgangspunt is macaber: een lijk in ontbinding, bungelend tussen zijn kompanen aan de galg, richt zich tot voorbijgangers en vraagt hen om naastenliefde. De verteller-hoofdpersoon erkent schuld, maar hoopt op verlossing, zodat de kwelling zonder einde van de hel hen bespaard zou blijven. In de stokregel vraagt hij de voorbijgangers voor hen te bidden. In de laatste strofe bidt hij zelf tot Jezus en breidt hij de vraag om verlossing uit tot alle mensen.  
Technisch is het gedicht een ballade met drie strofen van tien regels en een envoi van vijf regels. Elk vers bestaat uit tien lettergrepen.

## Fragment
Hieronder de derde strofe met de vertaling van Bertus Aafjes:
| La pluye nous a debuez et lavez,                 | Regen en mist hebben ons ingehuld,             |
| Et le soleil dessechez et noirciz;               | Geblakerd zijn wij in de zon gebleven,         |
| Pies, corbeaulx, nous ont les yeux cavez,        | De raaf heeft met ons oog zijn maag gevuld,    |
| Et arrachez la barbe et les sourcilz.            | En ons de baard en wenkbrauw uitgedreven.      |
| Jamais, nul temps, nous ne sommes rassis;        | Nooit, nooit en nooit rusten wij aan ons touw; |
| Puis çà, puis là, comme le vent varie,           | Nu hier, dan daar, snel bengelend of flauw,    |
| A son plaisir sans cesser nous charie,           | Volgen wij elke luim des winds getrouw,        |
| Plus becquetez d'oyseaulx que dez à couldre.     | Terwijl de vogels met ons potverteren.         |
| Ne soyez donc de nostre confrairie,              | Zo is het eind van boef en van rabauw.         |
| Mais priez Dieu que tous nous vueille absouldre! | Maar bidt tot God dat hij ons absolvere.       |

## Culturele weerklank
Serge Reggiani zong de ballade in 1968 op muziek van Louis Bessières. Léo Ferré mengde de tekst in 1980 met een eigen lied tot Frères humains - L'Amour n'a pas d'âge.

## Nederlandse vertalingen
Enkele vertalingen in het Nederlands:
- J.W.F. Werumeus Buning, "Ballade van de gehangenen" in: Negen balladen, 1935
- Bertus Aafjes, "De ballade van de gehangenen" in: Ad Interim, 1949
- Ernst van Altena, Ik ben François wiens naam zo bont is. Balladen van François Villon. Tricht, 1986
- Wim De Cock, Françoys Villon, 1431-1463, 1998
- Paul Claes, De tuin van de Franse poëzie, 2011, p. 61-63
- Paul Verhuyck, "Ballade van de gehangenen" in: Minuten middeleeuwen, 2018 (proza)
- Paul Claes, François Villon, Ballade van de gehangenen, Woubrugge: Avalon Pers 2025

## Voetnoten
1. ↑  YouTube
2. ↑  YouTube